# Hubert H. Raase
Hubert H. Raase (* 14. April 1944 in Weimar) ist ein deutscher Unternehmer und ehemaliger Fußballfunktionär.
Neben seiner Tätigkeit als geschäftsführender Gesellschafter einer Werbemittelagentur war Raase vom 27. November 2002 bis 30. September 2009 Präsident des Fußballbundesligisten Karlsruher SC. In dieser Funktion übernahm er das Amt von Gerhard Seiler, der den KSC zum wiederholten Male vor der drohenden Insolvenz gerettet hatte. Zu Beginn von Raases Amtszeit betrugen die Verbindlichkeiten des Vereins circa acht Millionen Euro, weshalb das Präsidium um Raase sich gezwungen sah, einen harten Konsolidierungskurs zu fahren, um den KSC wieder zu entschulden.
Mit Hinblick auf die Neuwahlen des Präsidiums im September 2009 gab Raase bekannt, nicht mehr erneut für das Amt des Präsidenten zu kandidieren. Mit der Offenlegung der Bilanz für das Geschäftsjahr 2008/2009 konnte Raase zum Abschluss seiner Amtszeit verkünden, dass der KSC erstmals seit 2001 wieder ein positives Eigenkapital vorweisen und somit seinen Schuldenberg voll abtragen konnte. Raase war 2009 nicht mehr zu einer Neuwahl angetreten. Sein Nachfolger wurde Paul Metzger.